# Candidatura de Londres als Jocs Olímpics de 2012
Londres 2012 va ser la candidatura a la qual se li van concedir els Jocs Olímpics de 2012, que varen ser celebrats a Londres, on la major part dels esdeveniments van tenir lloc en Stratford, Newham. L'Associació Olímpica Britànica havia estat dissenyant la candidatura des del1997. Al desembre del2000 es va presentar l'informe definitiu als membres del govern.
Després que el Regne Unit hagués presentat altres tres candidatures fallides (Birmingham en 1992 i Mánchester en 1996 i 2000), es va decidir presentar a Londres com a candidata, ja que era l'única ciutat britànica que tenia possibilitats de ser seleccionada pel Comitè Olímpic Internacional (COI), ja que també anaven a competir en el procés ciutats de gran escala internacional. El 6 de juliol de 2005 el COI va concedir en la seva 117º Sessió, celebrada a Singapur, a la candidatura de Londres el dret d'albergar els Jocs de la XXX Olimpíada. La ciutat va vèncer a la qual va anar la gran favorita (París 2012) en la quarta i última votació amb el resultat de 54 vots a favor de Londres i 50 a favor de París i es va convertir d'aquesta manera en la primera ciutat en albergar els Jocs Olímpics tres vegades.
En l'època de la candidatura, la projecció del pressupost estava fixada en al voltant de 2 mil milions de lliures, però el cost final va ser al voltant de 9 mil milions de lliures amb la implicació d'una regeneració de l'àrea londinenca de Stratford, així com millores en els serveis de les zones d'al voltant. El transport públic, un dels aspectes que pitjor qualificació va obtenir de la candidatura, va comportar nombroses millores, incloent el Metre de Londres i la nova llançadora d'alta velocitat Olympic Javelin.
Les celebracions dutes a terme el dia després de l'adjudicació dels Jocs van quedar entelades i deslluïdes pels atacs terroristes. El 7 de juliol de 2005 les explosions de Londres van destrossar el sistema de transport públic i van matar a 52 persones, causant danys a centenars de persones més. No existeix cap prova que relacioni l'elecció del COI amb l'atac terrorista.
Després de l'èxit de la candidatura, el Comitè d'Organització de Londres pels Jocs Olímpics va ser establert per supervisar el desenvolupament dels esdeveniments fins que finalitzin els Jocs Olímpics de 2012. Va haver-hi algunes modificacions després que la candidatura fos triada, incloent la decisió del COI d'eliminar alguns esdeveniments esportius i canviar l'emplaçament de la Zona Olímpica, sent tots dos canvis menors quant al conjunt de les infraestructures dels Jocs Olímpics d'Estiu de 2012.

## Candidatura de Londres 2012

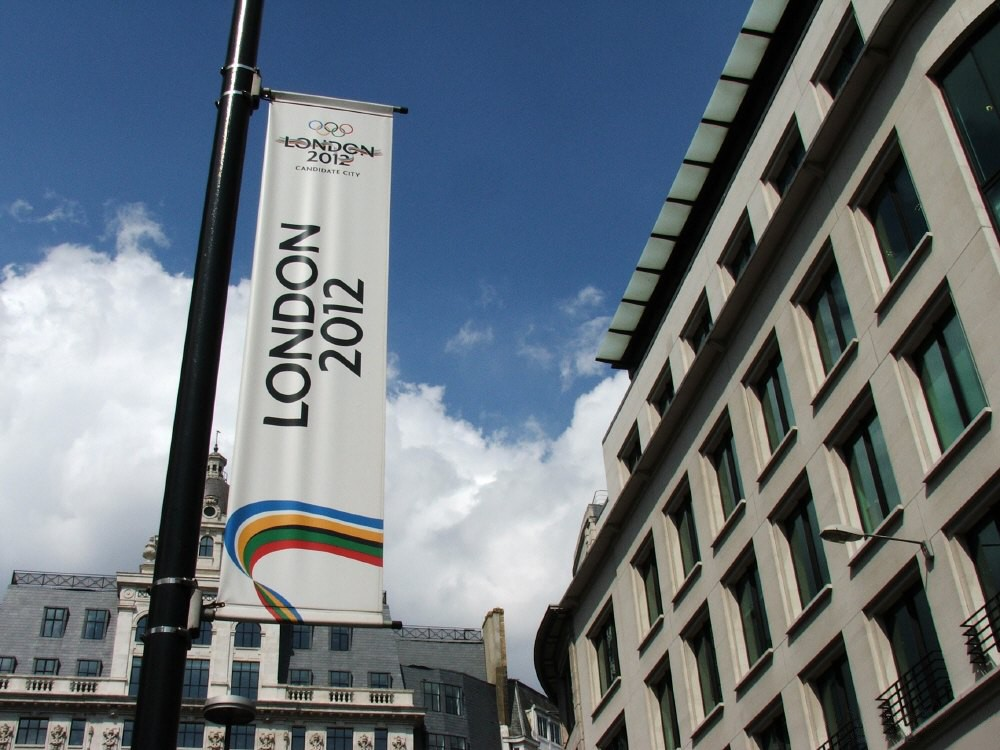
Cartell de Londres 2012 en el Monument al Gran Incendi de Londres.

### Dates i coordinació
La candidatura de Londres 2012 va proposar que els Jocs se celebressin entre el 27 de juliol i el 12 d'agost de 2012. Aquesta data va ser escollida perquè les Olimpíades coincidissin amb el bon temps i amb les vacances escolars, a causa de la teoria que els professors de Londres no podrien assistir als esdeveniments esportius. Això també permetria a la gent més jove l'oportunitat d'assistir les proves esportives.

### Instal·lacions esportives
Les Olimpíades de 2012 van ser planificades per ser albergades tant en llocs recentment construïts com en instal·lacions existents i complexos temporals, alguns d'ells en zones famoses, com Hyde Park i Horse Guards Parade. Després dels problemes sorgits amb el Millennium Domi, la intenció era que les noves infraestructures no es quedessin sense utilitat. Algunes instal·lacions noves seguirien sent usades per a la seva utilitat Olímpica, mentre que unes altres reduirien la seva grandària i d'altres serien trasllades a altres llocs del Regne Unit. Aquests projectes contribuirien a la regeneració de Stratford, ja que albergaria el Parc Olímpic, més concretament situat en Lower Lea Valley.
No obstant, això requeriria l'expropiació d'alguns espais, i va esclatar la controvèrsia quan alguns dels propietaris van reclamar que la compensació oferta era inadequada. Els edificis comprats serien demolits per fer l'accés a la zona olímpica i millorar les infraestructures.
La majoria de les instal·lacions es van dividir en tres zones diferenciades dins del Gran Londres: la Zona Olímpica, la Zona Fluvial i la Zona Central. A més d'aquestes instal·lacions hi han unes altres que, per necessitat, es van emplaçar fora de la circumscripció del Gran Londres.
El COI va notar que eren necessàries negociacions per assegurar-se l'ús dels estadis de futbol d'Old Trafford i Vila Park. La necessitat d'ordres d'expropiació també va ser un possible gran problema pel Parc Olímpic, però no s'esperava "un retard significatiu al programa de construcció".
En l'època de la candidatura el 60% dels pavellons i instal·lacions ja estaven construïts. Es va proposar que les instal·lacions restants serien construïdes entre 2007 i abans del començament dels Jocs Olímpics.

#### Parc Olímpic
La Zona Olímpica havia d'abastar totes les instal·lacions en una superfície de 2 km²: el Parc Olímpic de Stratford. Aquest parc havia de ser construït sobre parcel·les abandonades o industrials, en la quadrícula TQ379849i tan sols es trigaria set minuts a arribar des de Londres mitjançant la Olympic Javelin. El parc contindria:
- L'Estadi Olímpic, que albergaria els esdeveniments d'atletisme i les cerimònies d'obertura i clausura dels Jocs.

- L'Aquatics Centre, que albergaria les proves de salt, natació, natació sincronitzada i waterpolo.

- El London Velopark, que tindria un velòdrom amb capacitat per 6000 persones i una pista exterior per BMX amb capacitat per altres 6000 persones.

- El Centre Olímpic d'Hoquei, amb una capacitat d'entre 15 000 i 5000 persones, albergaria les proves d'hoquei sobre gespa.

- Quatre camps interiors (Olympic Park Arenas 1-4), albergarien els partits de bàsquet (2), esgrima (4), voleibol (1), handbol (3), l'esgrima i les proves de tir del pentatló modern (2).

- La Vila Olímpica de Londres, amb allotjaments per a tots els atletes i funcionaris acreditats (aproximadament 17 320 llits en total). Després dels Jocs està planejat que la vila formi part del pla de desenvolupament de Stratford, un multimilionari projecte de desenvolupament de la zona situada a l'est del Parc Olímpic.

- Una zona habilitada per a la premsa.

- El centre d'entrenament de tennis.

#### Zona Fluvial

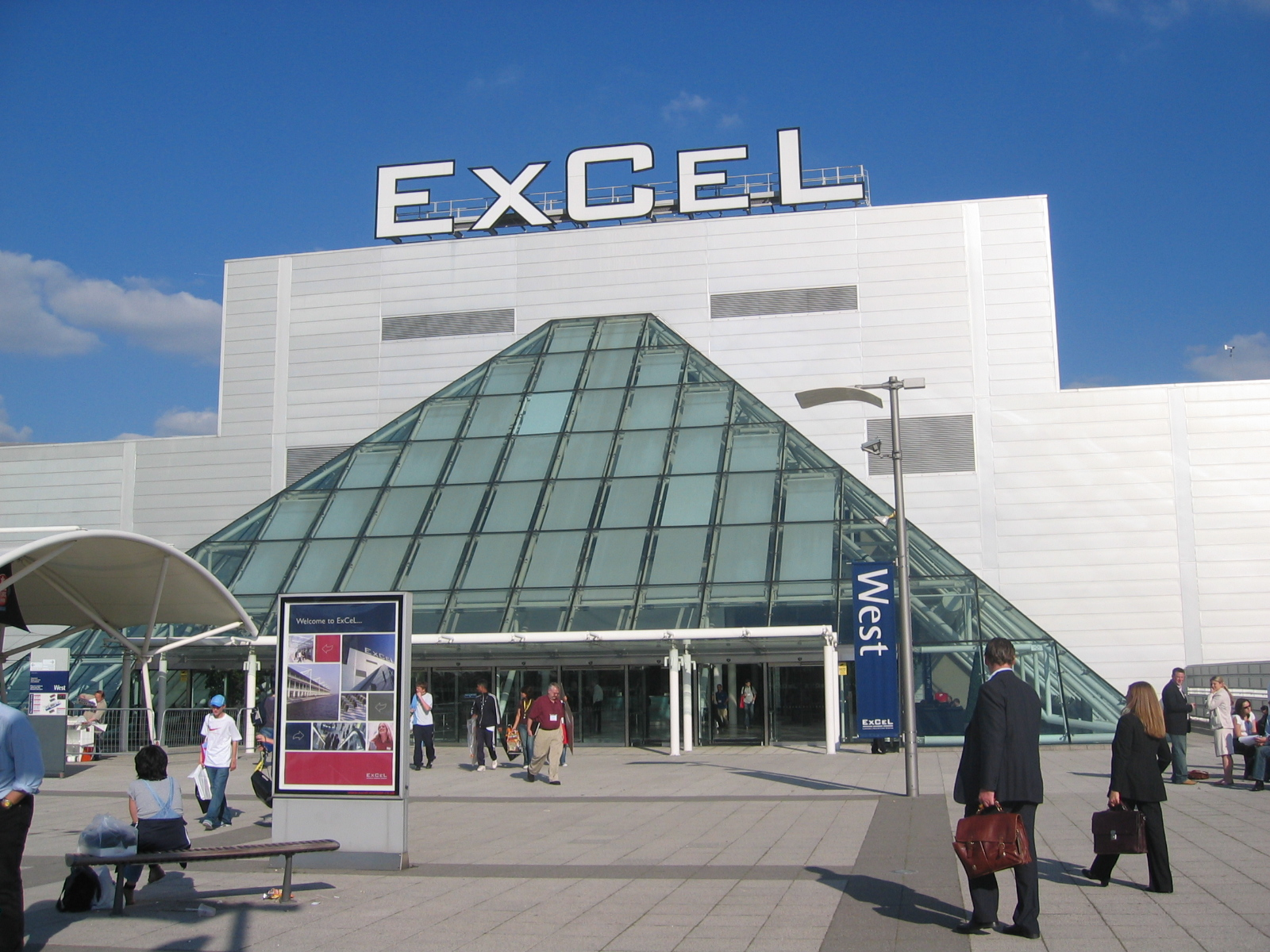
Excel Exhibition Centre

La Zona Fluvial acull cinc grans instal·lacions emplaçades a la vora del riu Tàmesi:
- L'ExCeL Exhibition Centre, usat per celebrar les competicions de boxa, judo, tennis de taula, taekwondo, halterofília i lluita olímpica.[11]

- El Millenium Domi i el Greenwich[1]Arena[1]albergant proves de bàdminton, bàsquet i gimnàstica.[12]

- El Greenwich Park acollint les proves d'equitació.[13]

- Els Royal Artillery Barracks sent usats per proves de tir.[14]

#### Zona Central
La Zonal Central abastant les infraestructures restants al llarg del Gran Londres:
- El nou Estadi Wembley sent usat per als grans partits de futbol.[15]
- All England Lawn Tennis and Croquet Club i Wimbledon albergant les competicions de tennis.[16]
- El Lord's Cricket Ground sent usat per a tir amb arc.[17]
- Regent's Park per a proves de ciclisme.[18] Les proves de beisbol i sofbol també anant a ser dutes a terme en Regent's Park abans que es sabés que aquests esports deixarien de ser olímpics per als Jocs de 2012.[6]
- Horse Guards Parade acollint els partits de volei platja.[19]
- Hyde Park sent l'escenari de la triatló.[20]

#### Voltants de Londres

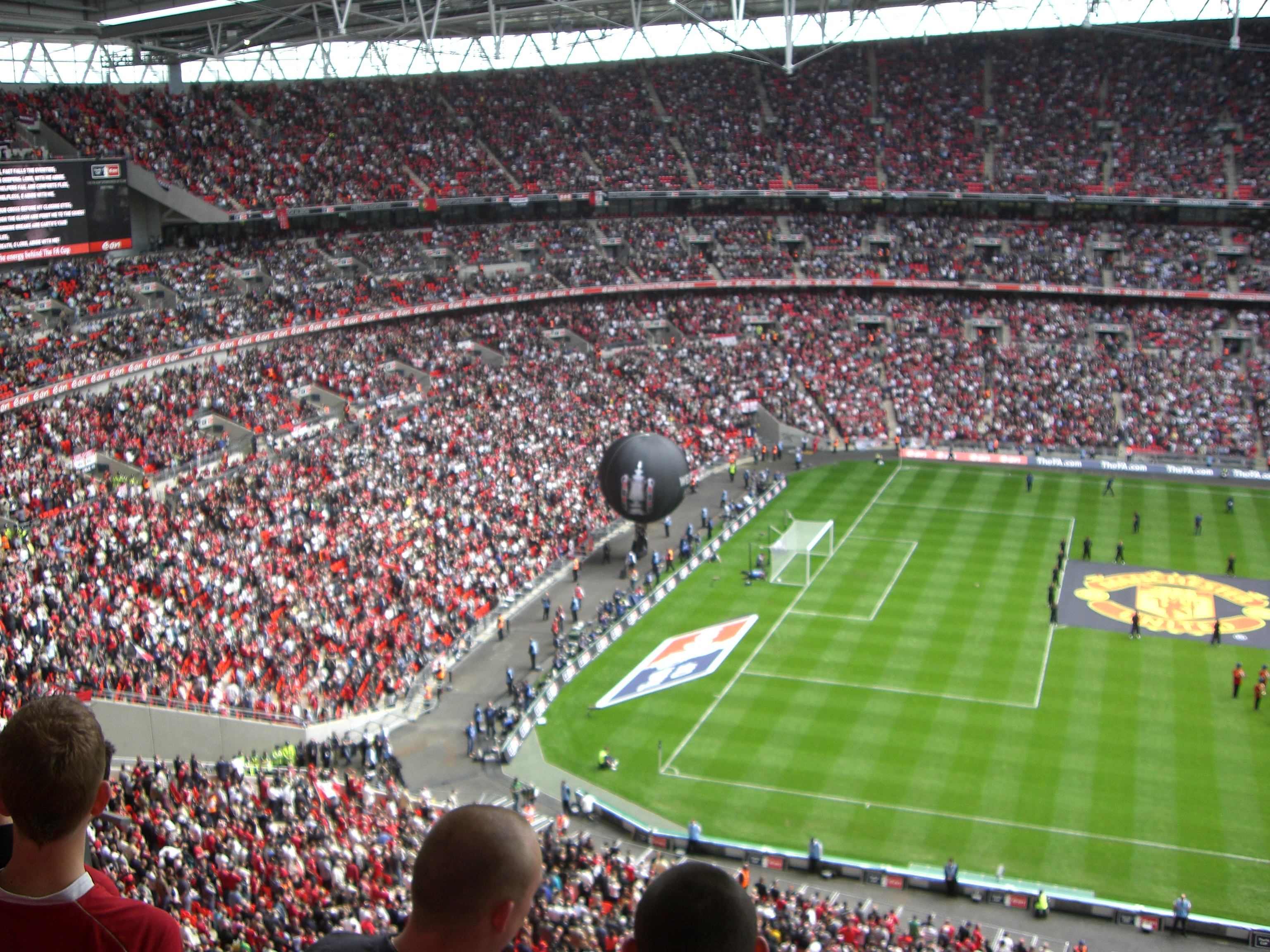
Vista des de la graderia de l'Estadi Wembley.

Tan sols tres instal·lacions se situaven dins del Gran Londres:
- Weald Country Park, situat en Essex, albergant les proves de bicicleta tot terreny.
- Broxbourne, emplaçat en Hertfordshire, sent usat per a l'eslàlom de canoa/caiac.
- En el Llac Dorney, prop de Windsor, se celebrarien les proves de rem i carreres de canoa/caiac.

L'Acadèmia Nacional de Navegació de Weymouth i Pórtland, situada en el Port de Pórtland, Dorset, en la costa sud d'Anglaterra, albergant les competicions de navegació. L'Acadèmia es troba a 192 km de Londres.
Les primeres fases del campionat de futbol es jugarien en estadis de tot arreu del país:
- Hampden Park en[1]Glasgow.
- Millennium Stadium en Cardiff.
- Old Trafford en Mánchester.
- St. James' Park en Newcastle.
- Vila Park en[1]Birmingham.
- Windsor Park en[1]Belfast.

### Vila Olímpica
La Vila Olímpica es localitzava en Lower Lea Valley, a l'est de Londres. Aquesta àrea era fins ara una zona poc desenvolupada, ja que la construcció de la Vila millorarà la situació de la zona. Com la Vila Olímpica estava emplaçada dins del Parc Olímpic, aproximadament el 75 per cent dels atletes es trobarà a uns quinze minuts de les seves instal·lacions corresponents; aquest disseny, segons el bicampió de decatló olímpic Daley Thompson, "convertirà a [l'experiència] en més inspiradora [sic] i veritable".Quan els Jocs Olímpics quedin clausurats, les cases i instal·lacions de la Vila es reconvertirien per a l'ús dels ciutadans.
L'empresa de construcció australiana "Lend Lease Corp Ltd" va ser a la qual se li va concedir la construcció de la Vila Olímpica. El projecte costaria uns 5'3 mil milions de lliures esterlines, i seria construïda en dues fases. La primera fase, que implica la construcció de 4200 edificis residencials i altres allotjaments per a la Vila, començaria en 2008. Quan les Olimpíades de 2012 acabessin, la segona fase implicaria la reconversió de la Vila Olímpica i la construcció d'altres 500 000 m² d'instal·lacions per completar el pla de regeneració de Stratford.
Els allotjaments de la Vila Olímpica serien els més amplis de la història dels Jocs Olímpics. Cada atleta i treballador tenen garantits els seus propis llits - més de 17 000 llits en total. Cada apartament comptaria amb accés a Internet i aparells d'última tecnologia.

### Transport i insfraectructures

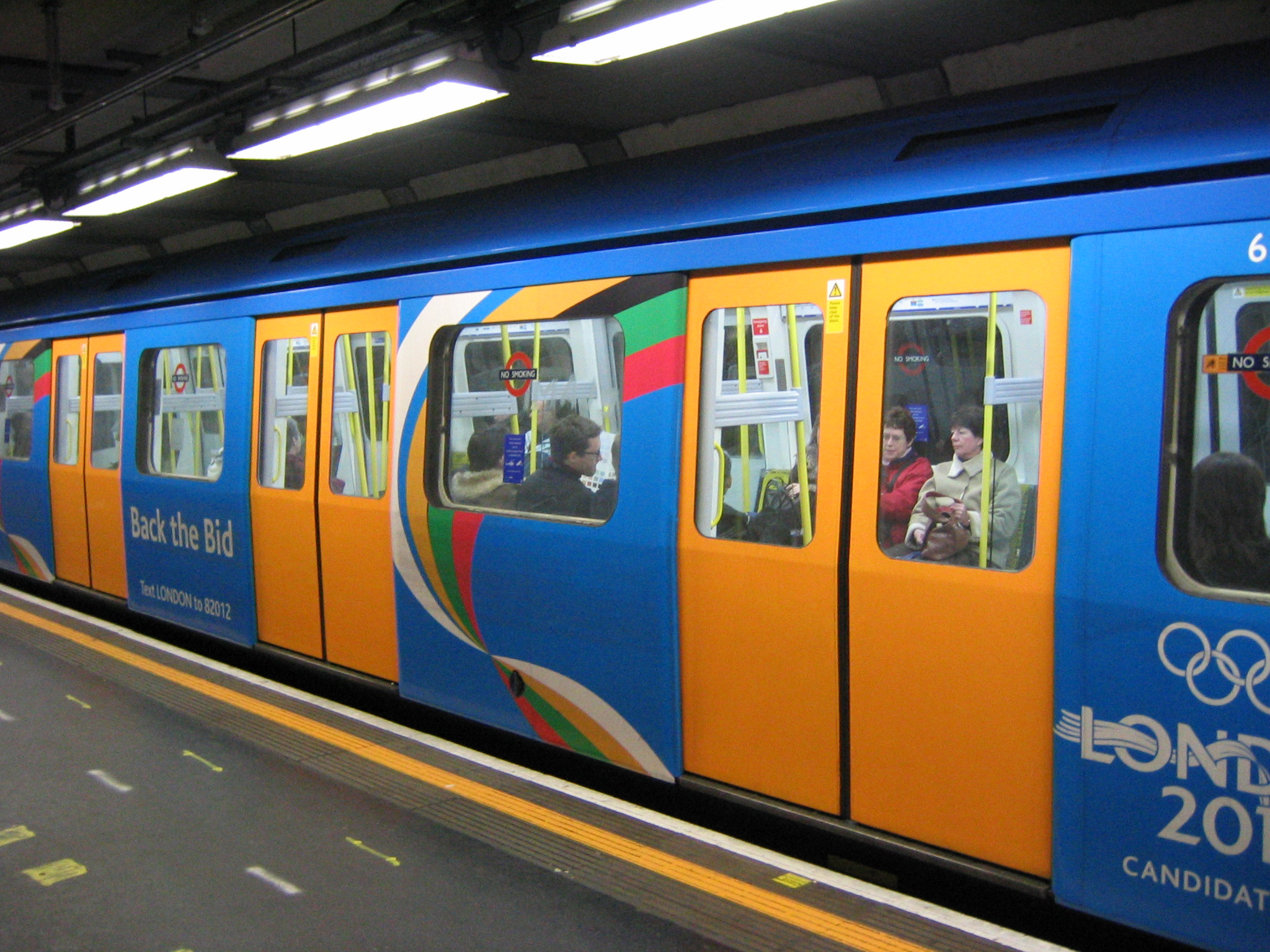
Un metre de Londres decorat amb la publicitat de Londres 2012.

El transport públic, un dels aspectes que pitjor nota va obtenir en l'avaluació inicial del COI, va ser un gran focus d'atenció a l'hora de planificar nombroses millores, entre elles l'ampliació de East London Line, una línia del metro de Londresi millores en el Docklands Light Railway, un tren lleuger, i en la North London Line, a més de la nova Olympic Javelin. La ciutat de Londres va aconseguir albergar els Jocs Olímpics sense comprometre's a acabar abans de 2012 el Crossrail. Aquest es tracta del major projecte de millores en el sistema de transport proposat per Londres i, en general, s'assumeix que les primeres etapes del procés de les candidatures no podrien haver estat superades sense la garantia que aquest projecte estigués acabat per 2012.
La candidatura de Londres assegurava que el 80% dels atletes estarien allotjats a menys de vint minuts de les seves corresponents instal·lacions esportives i que el 97% estaria a uns 30 minuts de les corresponents seus dels seus esdeveniments esportius. S'estima que el 80% dels assistents a les competicions olímpiques podran acudir a elles per tren. En conjunt, s'esperava que tots els sistemes de transport de tren, metre lleuger i metre (amb excepció del Crossrail) suportessin el pas d'uns 240 trens a l'hora.
A més, hi havia dos grans aparcaments dissuasius situats fora de la M25 a uns 25 minuts del Parc Olímpic, i capaços d'albergar a 12 000 automòbils. En la seva major part, les previsions mostren, que el 78% dels espectadors seran del propi Londres i només el restant 22% de la resta del Regne Unit i Europa. Els organitzadors esperaven que els atletes i els treballadors olímpics amb prou feines usessin el transport privat.

### Pressupost
En l'època del procés de les candidatures, les previsions deien que el cost d'albergar els Jocs Olímpics de 2012 seria bastant baix. L'equip de la candidatura va al·legar que Londres podria acabar els Jocs amb un superàvit de més de 100 milions de lliures esterlines. El comitè organitzador dels Jocs va establir les següents despeses: 
- 560 milions de lliures per a la construcció dels noves instal·lacions, de les quals uns 250 milions serien usades per a la construcció d'un Estadi Olímpic.
- 650 milions de lliures esterlines per permetre la construcció de la Vila Olímpica.
- 1'5 mil milions de lliures esterlines serien utilitzades per a l'execució dels Jocs.
- 200 milions de lliures esterlines s'invertirien per assegurar la seguretat dels Jocs.

D'altra banda, es va preveure que els ingressos dels Jocs siguessin: 
- 1'5 mil milions de lliures esterlines recaptats mitjançant un especial olímpic de la National Lottery.
- 625 milions de lliures esterlines cobrades mitjançant impostos, en parts de vint milions per any, als habitants de Londres.
- 560 milions de lliures esterlines s'obtindrien a través del COI.
- 450 milions de lliures esterlines s'aconseguirien mitjançant els ingressos de publicitat.
- 300 milions de lliures esterlines es recaptarien de la venda d'entrades.
- La London Development Agency aportaria 250 milions de lliures esterlines.
- 60 milions de lliures esterlines s'aconseguirien mitjançant la concessió de llicències.

Encara que aquests costos semblaven bastants raonables, la majoria de les instal·lacions varen augmentat el seu cost. A principis de 2007es va suggerir que el cost real dels Jocs podria superar els 9'35 mil milions de lliures esterlines. En comparació, els Jocs Olímpics d'Atenes 2004 van costar al voltant de 7 mil milions de lliures esterlines i les estimacions pels Jocs Olímpics de Pequín 2008es situaven entre 10 mil milions i 20 mil milions de lliures esterlines.

### Venda d'entrades
Aproximadament, estarien disponibles vuit milions d'entrades pels Jocs Olímpics de 2012, i les estimacions del Comitè d'Organització de Londres deien que d'aquestes es vendrien un total de 6'5 milions (el que seria un 81% del total). Les entrades haurien de començar a vendre's en 2011 i haurien de romandre en venda fins que començaran els esdeveniments, depenent de la disponibilitat. Amb la compra d'un bitllet, la persona portadora d'aquest té dret d'utilitzar el sistema de transport públic de Londres durant aquest dia.
El director de màrqueting, David Magliano, ha declarat que 1'5 milions de les entrades serien venudes per quinze lliures esterlines. El preu de bitllet mitjà seria de 40 lliures esterlines i el 75 % del total de les entrades costaria menys de 50 lliures esterlines, preus que Magliano va dir que eren raonablement acceptables per a tots els britànics. A més de les entrades pels estadis, hi hauria 20 000 entrades de 10 lliures esterlines per poder accedir al Parc Olímpic.

### Compromís Polític
Per donar-li als Jocs Olímpics un nivell governamental, es crearia el Ministeri per a les Olimpíades que seria dirigit per Tessa Jowell, la qual seria la responsable dels Jocs. També hi hauria un Comitè de Seguretat Olímpica, que serviria per coordinar la planificació de les mesures de seguretat. A més, el govern britànic crearia la "Olympic Delivery Authority", que supervisaria la construcció de les instal·lacions.

### Altres detalls
- Una planta elèctrica subministraria electricitat, climatització i aigua freda al Parc Olímpic i usaria unes mesures tecnològiques que reduirien en un 33% les emissions de CO2.[28]
- Cap a 2012 s'estimava que hi havia unes 135 000 places hoteleres disponibles dins d'un radi de 50 km des del Parc Olímpic, superant les 103 000 que hi havia al moment en què la ciutat va ser escollida.[28] La candidatura va garantir que per als Jocs hi hauria 40 330 places més.[34]
- Per primera vegada en uns Jocs Olímpics la premsa podria connectar directament amb els seus centres televisius des de l'Estadi i el Parc Olímpic.[28]
- En el relleu de la torxa olímpica destacaria la Treva Olímpica, ja que la flama passaria pels països dels guanyadors del Premi Nobel de la Pau.[35]
- La primera presidenta de la candidatura de Londres va ser la directiva Barbara Cassani. Carlos Allen, Sebastian Coe i Alan Pascoe van ser designats vicepresidents al setembre de 2003. Cassani va dirigir el grup durant la primera avaluació del COI però va cedir el seu càrrec al maig de 2004 a Sebastian Coe. Coe, guanyador de diverses medalles en les Olimpíades i antic polític conservador, va reclutar el suport de moltes persones i de diversos antics atletes britànics, com Kelly Holmes, Steve Redgrave, i Daley Thompson.

## Herència dels Jocs
El Comitè d'Organització de Londres pels Jocs Olímpics va prestar especial atenció als efectes que aquests tindrien sobre la ciutat i al que podrien fer perquè aquestes Olimpíades deixessin una impressió duradora a Londres i en la resta del món. El Comitè va planificar la utilització dels estadis i els sistemes de transport després dels Jocs, així com els factors socials de l'herència de les Olimpíades de 2012.
Un dels aspectes més importants de l'herència és la conversió de la Vila Olímpica en 3600 apartaments, dels quals la major part serien habitatges a preus assequibles. La major part de ciutat de Stratford, també seria regenerada.
El Comitè també va planificar donar l'equip esportiu usat en els Jocs a clubs esportius i organitzacions benèfiques del Regne Unit.

### Instal·lacions esportives
Un dels principals objectius de la candidatura de Londres era que les instal·lacions construïdes no es quedessin sense utilitat després dels Jocs Olímpics. Per estar segur que les instal·lacions i els estadis d'importància no es quedessin sense utilitat, el Comitè d'Organització ha planificat què fer amb ells després dels Jocs. Totes les instal·lacions que no tindrien utilització després que es clausuressin els Jocs serien construïts de manera temporal.
Les 80 000 places de l'Estadi Olímpic serien convertides en 25 000 places, i albergaria diferents competicions, encara que la seva principal fi serà el de servir com a estadi d'atletisme. L'Estadi hauria de convertir-se al centre d'activitats de l'est de Londres quan els Jocs acabessin.
L'Aquatics Centre albergaria després dels Jocs dues piscines de 50 m, una piscina de 25 m i un gimnàs. Aquestes piscines capacitades per acomodar a esportistes d'elit, en desenvolupament, del club local i usuaris de la comunitat. El lloc tindria unes graderies per 3500 espectadors i seria capaç d'albergar competicions locals, nacionals i mundials.
Per ajuntar totes les varietats de ciclisme practicades en Lea Valley, el London Velopark seria transformat en un centre de ciclisme per a diverses disciplines d'aquest esport. El circuit de ciclisme que quedarà en herència dels Jocs, el qual estava situat en la carretera A12, seria ampliat cap al Eton Manor, on es practica el ciclisme de muntanya. El remodelat conjunt comptaria amb un velòdrom amb unes graderies per a 3000 espectadors i serviria de seu per als cursos de les diferents varietats de ciclisme.
El Centre Olímpic d'Hoquei es convertiria després de les Olimpíades en un centre esportiu en el qual s'ensenyaria hoquei en tots els seus nivells. Aquesta instal·lació comptaria amb unes graderies per a 5000 espectadors i un camp d'entrenament.
A més, altres estadis serien traslladats a altres parts del Regne Unit. Pel fet que es confirmés la construcció de Aquatics Centre i el London Velopark abans que Londres aconseguís albergar els Jocs, podria resultar més exacte denominar-los com a herència de la candidatura de Londres i no dels Jocs. Les instal·lacions que deixarien en herència els Jocs Olímpics serien adaptades segons les necessitats de Londres en aquell moment. Per exemple, l'Estadi Olímpic comptaria durant els Jocs amb 80 000 places, però després d'aquests, només tindrà unes 25 000 places.

### Beneficis econòmics i socials
En l'època de la candidatura, els esportistes més destacats del Regne Unit es van mostrar esperançats que l'herència dels Jocs de 2012 pogués incrementar el nivell de compromís del Regne Unit amb l'esport, a causa dels avantatges de salut i socials que podria tenir, però seria difícil d'avaluar si això ocorregués realment. Alguns comentaristes han argumentat que seria millor invertir els diners directament a les bases dels esports.
Organitzacions d'invàlids com l'Autism Awareness Campaign UK confiaven que els Jocs Olímpics i Paralímpics animarien a la gent a trencar les barreres creades per la invalidesa mitjançant l'esport.
Altres punts de l'herència serien la conversió de la policlínica de la Vila Olímpica en un centre d'estudi per a tota la comunitat de l'est de Londres amb una escola bressol i escoles de primària i secundària, i la conversió dels centres per a mitjans de comunicació i premsa al centre econòmic de l'est de Londres. Els organitzadors van declarar que es crearien 3000 noves ocupacions permanents però els opositors dels Jocs es van mostrar preocupats que alguns de les 11 000 ocupacions existents a la Zona Olímpica poguessin ser destruïts. També s'esperava que els Jocs beneficiessin a la imatge i economia de Londres.

### Transport
L'herència de transports planificada per a la capital britànica va incloure nous esquemes de línies d'autobús, extensions de les línies de metro, reconstrucció d'algunes de les estacions de metro londinenques i millores als trens antics. També es van planificar moltes millores en els serveis de National Rail amb l'Eurotúnel, una nova xarxa ferroviària d'alta velocitat, diverses noves estacions i millores en altres estacions com la de King's Cross St. Pancras.

## Opinions sobre la candidatura

### Suports
La cap de la Comissió d'Avaluació del COI va elogiar la passió que sentien el londineses per la candidatura de Londres 2012 quan van visitar Stratford i altres llocs de la ciutat del Tàmesi. La presidenta de la Comissió, Nawal El Moutawakel, en la roda de premsa que va donar després de l'avaluació de la candidatura de Londres va mostrar el seu recolzament a aquesta i va declarar: "Durant els quatre dies que hem estat a Londres hem trobat resposta a totes les nostres preguntes."
L'any 2012 va ser vist com l'oportunitat que la seu dels Jocs Olímpics anés a una ciutat europeaja que quatre de les cinc ciutats finalistes eren d'aquest continent (Londres, Madrid, Moscou i París).
La candidatura va aconseguir el suport del 70% dels habitants del Regne Unit i el 68% dels habitants de Londres, segons un informe demanat pel COI. Part del suport amb el qual explicava la candidatura pot ser atribuït a la campanya "Back the Bid", el lema de la qual apareixia en molts dels cartells que van adornar la ciutat fins que Londres va vèncer a les seves competidores en la carrera per albergar els Jocs Olímpics. Moltes organitzacions de discapacitats com l'Autism Awareness Campaign UK van animar a altres discapacitats a recolzar a la candidatura de Londres.
Al juny del2005, el llavors primer ministre britànic Tony Blair va reiterar el total compromís del Govern amb la candidatura de Londres per lluitar pels Jocs Olímpics i els Jocs Paralímpics de 2012. Blair va declarar a la BBC que viatjaria a Singapur amb la delegació de Londres per accentuar "el complet suport"de polítics de tots els principals partits polítics del país. "El més important és mostrar a la gent que el Govern recolza totalment a la candidatura", va declarar Blair, que va viatjar a l'Extrem Orient abans del tornar al Regne Unit per presidir el31è Cim del G-8 en el Gleneagles Hotel de Perthshire, Escòcia.

### Crítiques
Molts londinencs han criticat l'alt cost de les Olimpíades i les pujades de 20 lliures esterlines a l'any en els impostos per finançar els Jocs, així com la possibilitat que les instal·lacions es quedin sense utilitats després, com va passar amb el Millennium Domi. També s'ha mostrat preocupació per part d'altres organitzacions com la National Union of Rail, Maritime and Transport Workers, sobre la possibilitat que es vegin afectats els seus sous i que les obres de les instal·lacions no s'acabessin a temps.
Fos de Londres, l'èxit de la candidatura no ha estat molt bé acollit per alguns sectors, ja que temen que l'esdeveniment necessiti l'ajuda de la resta del país per ser finançat, sense obtenir a canvi cap avantatge. Els comerços locals que han ocupat l'àrea durant més de cent anys han demanat un paquet de mesures per ajudar-los a trobar un nou emplaçament quan la nova Vila Olímpica els desplacessi.
També es van comparar les candidatures de Manchester i Londres, en termes de la quantitat de suport governamental, i l'actitud hostil que va mostrar la premsa establerta a Londres cap a la candidatura de Manchester. A més, el cost del viatge i l'allotjament a Londres podia fer que molts esdeveniments rebin pocs espectadors.

## Informe d'avaluació del COI
L'informe d'avaluació que va realitzar el Comitè Olímpic Internacional sobre Londres es va saldar generalment amb un balanç positiu. La ciutat va obtenir baixes qualificacions en les categories de transport i suport governamental, qüestions legals i opinió pública, però un deu en la categoria d'allotjament.
Londres ha proposat uns Jocs basats en la construcció d'instal·lacions de categoria mundial i allotjaments pels atletes, a més d'una bona herència per a l'esport i la comunitat. Mentre que el Parc Olímpic deixaria indubtablement una gran herència esportiva i ambiental per a Londres, la magnitud del projecte, incloent la millora i ampliació planificada en els sistemes de transport, requeriria l'acurada planificació per assegurar que totes les instal·lacions i projectes de rehabilitació fossin completats a temps. La qualitat de l'aire de Londres en l'època en la qual se celebrarien els Jocs és generalment satisfactòria. Els creixents nivells de contaminació de la capa d'ozó són, no obstant, una preocupació, però la legislació i les accions aplicades en aquests moments a la zona segueixen el camí correcte. Amb la seva rica història, l'equip paralímpic del Regne Unit és un dels millors del món. Els atletes han estat molt implicats en el disseny de la Vila Olímpica. El costat est de la Vila podria resultar una mica concorregut.